# Nati nel 1080
| Questa pagina contiene informazioni ricavate automaticamente dalle voci biografiche con l'ausilio del template Bio e di un bot. L'aggiornamento è periodico e automatico e ricostruisce completamente la pagina. Se manca una persona in questa lista, sei pregato di non aggiungerla, ma accertati piuttosto che la sua voce biografica contenga il template Bio e che i dati anagrafici siano correttamente compilati. Se il template Bio manca, inseriscilo tu stesso o, in alternativa, metti l'avviso {{tmp\|Bio}} che ne segnala la mancanza. Se i dati riportati sono sbagliati, correggi direttamente la voce biografica; le modifiche saranno visibili in questa lista entro pochi giorni. Per chiarimenti vedi il progetto biografie. La lista contiene solo le 11 persone che sono citate nell'enciclopedia e per le quali è stato implementato correttamente il template Bio. Pagina aggiornata al 13 gen 2025. |

- Adelardo di Bath, filosofo, matematico e astrologo britannico († 1152)
- Celso di Armagh, arcivescovo cattolico irlandese († 1129)
- Elena di Borgogna, contessa († 1141)
- Enrico di Huntingdon, storico e religioso inglese († 1160)
- Abu Hamid al-Gharnati, viaggiatore spagnolo († 1170)
- Isidoro l'Agricoltore, santo spagnolo († 1130)
- Margareta Fredkulla, nobile svedese († 1130)
- Maurizio di Catania, vescovo cattolico italiano († 1147)
- Alberone di Montreuil, arcivescovo cattolico tedesco († 1152)
- Radulfo di Caen, storico francese
- Tommaso di Marle, nobile francese († 1130)